# Thánh lễ
Thánh lễ là phụng vụ thờ phượng Thiên Chúa được thực hiện trong nhiều dạng của Kitô giáo Tây phương. Thánh lễ (lễ misa) là thuật ngữ dùng chủ yếu trong Giáo hội Công giáo Rôma, Anh giáo, Giáo hội Luther, Phong trào Giám Lý, Chính thống giáo kiểu Tây phương và Giáo hội Công giáo Cổ. Chính thống giáo Đông phương gọi Thánh lễ là phụng vụ Thánh (divide liturgy).
Thánh lễ được tiến hành (dâng lễ) bởi một hay nhiều linh mục hay Giám mục với sự tham dự của các giáo dân. Thánh lễ tiến hành bởi nhiều linh mục/Giám mục gọi là Thánh lễ đồng tế, trong đó có một vị là Chủ tế. Thông thường Thánh lễ được tiến hành trong nhà thờ, nhưng cũng có thể tiến hành ở nơi khác như bệnh viện, trường học, nhà riêng. Không chỉ vậy Thánh lễ còn là ngày tưởng niệm một vị Thánh.
Tùy theo điều kiện, các nhà thờ có lịch Thánh lễ riêng. Tuy mỗi ngày các linh mục đều dâng Thánh lễ, các giáo dân chỉ buộc dự Thánh lễ vào ngày chúa nhật và các ngày lễ trọng do Giáo hội quy định. Những ngày thường trong tuần, mỗi nhà thờ thông thường chỉ có một hoặc hai Thánh lễ vào sáng sớm hay buổi chiều. Ngày chúa nhật do có nhiều giáo dân tham dự, các nhà thờ có nhiều Thánh lễ hơn. Vào chiều thứ bảy có thể cử hành Thánh lễ theo ngày Chúa Nhật.

## Tên gọi
Trước đây, thánh lễ được quen gọi là lễ Misa. Chữ misa có nguồn gốc như sau: trước kia để kết thúc thánh lễ, vị chủ tế sẽ xướng câu Ite, missa est (Hãy đi, anh em được sai đi) và giáo dân đáp Deo gratias (Tạ ơn Chúa). Trong câu xướng lên của vị chủ tế thì chữ missa có nghĩa là sai đi, ý muốn nói rằng sau khi tham dự thánh lễ xong và ra về thì tín hữu được mời gọi, được sai đi để loan báo Tin Mừng và thực hành Lời Chúa. Về sau chữ missa được hiểu theo nghĩa rộng hơn, đó là không chỉ nói đến việc sai đi, mà còn là toàn bộ cử hành mà người tín hữu tham dự và lãnh nhận trước khi được sai đi. Do vậy chữ missa có thể được hiểu là thánh lễ. Trong nghi thức thánh lễ được ban hành sau Công đồng Vaticanô II thì câu xướng Ite, missa est được thay thế bằng Ite in pace (Hãy ra đi trong bình an).

## Thánh lễ trong Công giáo Rôma
Sau đây là cấu trúc thông thường của một thánh lễ theo nghi thức hiện nay:

### Nghi thức đầu lễ

#### Nhập lễ
Vị chủ tế (linh mục) tiến ra bàn thờ đang khi đó ca đoàn hát ca Nhập lễ. Cộng đoàn đứng dậy. Chủ tế hôn kính Bàn thờ và có thể tùy nghi xông hương, rồi quay mặt về phía cộng đoàn sau đó làm dấu Thánh Giá, tiếp theo chủ tế sẽ chúc bình an cho giáo dân; sau đó nói đôi lời về ý nghĩa của Thánh lễ sắp cử hành để hướng cộng đoàn về Thánh Lễ.

#### Sám hối
Vị chủ tế mời gọi anh chị em cộng đồng Dân Chúa tự xét mình và xin hòa giải với Chúa và với anh chị em (đọc kinh cáo mình hay còn gọi là Kinh Thú Nhận). (Đứng). Sau đó hát Xin Chúa thương xót chúng con (nếu trong phần Sám hối không có xướng đáp Xin Chúa thương xót chúng con).

#### Hát Kinh Vinh Danh
Hát kinh Vinh Danh để tán tụng Ba Ngôi Thiên Chúa (chỉ có ở Thánh Lễ Chúa Nhật, lễ buộc và các ngày lễ trọng, không bao gồm các thánh lễ Chúa Nhật trong Mùa Vọng và Mùa Chay). (Đứng). Nghi thức đầu lễ kết thúc bằng Lời nguyện Nhập Lễ, giáo dân thưa Amen.

### Phụng vụ lời Chúa
Giáo dân ngồi xuống nghe đọc các đoạn trích trong Kinh Thánh. Thông thường gồm 3 bài đọc:
- Bài đọc 1: Trích từ Cựu ước (hoặc Sách Công vụ Tông đồ nếu trong Mùa Phục Sinh) do giáo dân đọc. Sau bài đọc 1 là Thánh Vịnh và Đáp ca, được đọc hoặc hát.
- Bài đọc 2: Trích từ Tân ước (thông thường là những bài Thánh Thư). Sau đó cộng đoàn đứng lên hát bài hoan ca ngắn Alleluia (Tung hô Tin Mừng).
- Bài Phúc Âm: Đang khi hát Tung hô Tin Mừng thì vị chủ tế hoặc thầy phó tế tiến ra bục giảng, rồi chúc bình an cho cộng đoàn sau đó công bố Phúc Âm trích từ một trong 4 bài Tin mừng (của các Thánh Mathêu, Maccô, Gioan, Luca) nói về hoạt động và những lời giáo huấn của chính Chúa Giêsu.

Các bài đọc được sắp xếp theo lịch phụng vụ do Giáo hội công giáo ban hành. Như vậy mỗi ngày, tất cả các nhà thờ công giáo đều đọc cùng một số đoạn trích như nhau. Lịch các bài đọc phụng vụ được lặp lại mỗi 3 năm (năm A, năm B, năm C). Theo quy ước của Giáo hội, năm nào mà số năm chia hết cho 3 thì sẽ là năm C, các thánh lễ Chúa Nhật trong năm đó sẽ đọc bài Tin Mừng theo thánh Luca. Nếu số năm chia cho 3 dư 1 thì sẽ là năm A, các thánh lễ Chúa Nhật trong năm đó sẽ đọc bài Tin Mừng theo thánh Mátthêu. Còn nếu số năm chia cho 3 dư 2 thì sẽ là năm B, các thánh lễ Chúa Nhật trong năm đó sẽ đọc bài Tin Mừng theo thánh Máccô, và một phần Tin Mừng theo thánh Gioan.
Sau đó cộng đoàn ngồi xuống để nghe bài chia sẻ (bài giảng) của vị chủ tế. Rồi tiếp đó là phần tuyên xưng đức tin (nếu hôm đó là lễ Chúa Nhật hoặc lễ trọng), sau đó là lời nguyện tín hữu.

### Phụng vụ Thánh thể

#### Phần dâng của lễ
Hai lễ vật căn bản là bánh miến và rượu nho được mang ra (đang khi đó ca đoàn hát ca Tiến lễ). Giáo dân cũng có thể tiến dâng những lễ vật muốn chia sẻ cho anh em. Cộng đoàn ngồi, vị chủ tế chúc lành cho lễ vật. Sau đó mọi người đứng để hiệp ý với vị chủ tế đọc Lời nguyện Tiến Lễ, tiếp theo vị chủ tế chúc bình an cho cộng đoàn và kêu gọi cộng đoàn hướng tâm hồn lên Chúa.

#### Kinh Tiền Tụng
Mọi người tiếp tục đứng, vị chủ tế đọc Kinh Tiền Tụng và kết thúc bằng cộng đoàn hát Kinh Thánh, Thánh, Thánh.

#### Kinh nguyện Thánh Thể
Cộng đoàn quỳ, có thể đứng nếu vì lý do ngăn trở. Vị Chủ Tế, được coi là hiện thân của Chúa Giêsu Kitô, hết sức thận trọng và thành kính đọc lại Lời Chúa Giêsu đã nói trong bữa Tiệc Ly. Bánh Thánh hóa thành Thân Thể Chúa, rượu nho hóa thành Máu Chúa. Đây là giây phút thiêng liêng nhất của Thánh Lễ, vị chủ tế sẽ nâng cao Mình Thánh và Chén Thánh cho cộng đoàn thấy. Trong Kinh nguyện Thánh Thể, vị chủ tế sẽ cầu nguyện cho Hội Thánh, cho các tín hữu còn sống cũng như đã qua đời theo như các công thức được ghi trong Sách lễ Rôma. Kinh nguyện Thánh Thể kết thúc bằng Vinh Tụng Ca (chủ tế nâng cao Dĩa Thánh đựng Mình Thánh và Chén Thánh), cộng đoàn thưa Amen.

### Hiệp lễ
Mọi người đứng lên đọc kinh Lạy Cha (bài kinh vắn duy nhất do chính Chúa Giêsu truyền dạy). Sau đó chủ tế chúc bình an cho cộng đoàn rồi mọi người tiếp tục chúc bình an cho nhau (ôm hôn, bắt tay, cúi chào tùy phong tục địa phương), hát Kinh Chiên Thiên Chúa. Cuối cùng theo thứ tự tiến lên Bàn Thánh để rước Thánh Thể Chúa (đang khi đó ca đoàn hát ca Hiệp lễ). Sau khi rước lễ xong, vị chủ tế sẽ đọc lời nguyện Hiệp Lễ

### Kết lễ
Vị chủ tế chúc bình an cho cộng đoàn và ban phép lành cuối lễ, ca đoàn hát ca Kết lễ (nếu ngay sau thánh lễ có nghi thức phụng vụ thì bỏ nghi thức giải tán).